# Доносо, Хосе
Хосе́ Доно́со (исп. José Donoso, 5 октября 1924, Сантьяго — 7 декабря 1996, там же) — чилийский писатель и журналист, один из крупнейших мастеров латиноамериканской словесности второй половины XX в.

## Биография
Закончил Чилийский университет в Сантьяго, стажировался в Принстоне. Испытал глубокое влияние американской литературы. Начинал публиковаться как новеллист (1955). В 1957 году, живя среди рыбаков, написал и издал свой первый роман «Коронация». Принадлежал к «поколению 1950-х», составившему ядро мирового «бума» латиноамериканского романа, о котором позднее написал мемуары (1972).
В 1958—1960 жил в Буэнос-Айресе, где встретил свою будущую жену (с 1961) Марию дель Пилар Серрано, а также путешествовал по Европе и писал для различных латиноамериканских изданий. В 1965 отправился в Мексику, а затем на писательскую резиденцию при Университете Айовы. В 1967—1981 жили с супругой в Испании, где удочерили трёхлетнюю девочку. Доносо оставался в изгнании в знак протеста против переворота и диктатуры Пиночета.

## Творчество
Острокритические, на грани гротеска, романы Доносо «Коронация» (1957), «Место без границ» (1965), «Непристойная ночная птица» (1970) и др. занимают почетное место в истории латиноамериканской прозы.

## Произведения
- Verano y otros cuentos (1955, новеллы)
- Коронация / Coronación (1957, роман, экранизирован в 1976, 2000)
- El charleston (1960, новеллы)
- Место без границ / El lugar sin límites (1965, роман, экранизирован Артуро Рипштейном, 1978)
- Este domingo (1966, роман)
- Непристойная ночная птица / El obsceno pájaro de la noche (1970, роман)
- Historia personal del boom (1972, воспоминания)
- Tres novelitas burguesas (1973, роман)
- Casa de campo (1978, роман)
- La misteriosa desaparición de la marquesita de Loria (1980, роман)
- El jardín de al lado (1981, роман)
- Poemas de un novelista (1981, книга стихов)
- Cuatro para Delfina (1982, роман)
- La desesperanza (1986, роман)
- Taratura y naturaleza muerta con cachimba (1989, роман, экранизирован в 2004)
- Donde van a morir los elefantes (1995, роман)
- Conjeturas sobre la memoria de mi tribu (1996, воспоминания)
- Nueve novelas breves (1997, роман)
- El mocho (1997, роман)
- Lagartija sin cola (2007, роман ранних лет)

## Признание
Книги Доносо переведены на основные европейские языки. Ему присуждены Премия испанской критики (1978), премия Монделло (Италия), премия Роже Каюа (Франция), Национальная премия Чили по литературе (1990) и др.). Член Чилийской академии языка.
С 2001 в Чили вручается международная премия Хосе Доносо, её лауреатами были Исабель Альенде (2003), Рикардо Пилья (2005), Антонио Лобо Антунеш (2006), Хавьер Мариас (2008).

## Публикации на русском языке
- Сад по соседству. М.: Радуга, 1984